# 楊承翰
楊承翰（1999年10月10日—）為臺灣男子籃球運動員，場上位置為得分后卫，現效力於超級籃球聯賽裕隆集團。

## 國中生涯
楊承翰國中就讀桃園市大有國中，參加的是國中籃球聯賽（JHBL）乙組的賽事，在國中時就展現優異的彈跳力，國三即可灌籃，並參加過跳高比賽。國中畢業後楊承翰原先被泰山高中邀請，後因友人介紹轉而報考並入選松山高中，也成為大有國中第一位加入高中籃球聯賽（HBL）甲組的校友。

## 高中生涯
楊承翰進入松山後，由於國中所受訓練並不如其他隊友那樣扎實，因此只能依靠高國豪、陳宏哲等球隊學長協助練習或是自己加強訓練，直到高三才獲得繡有自己名字的球衣得以登上HBL賽場，作為球隊主力前鋒的他也在該賽季獲得場均12.2分、4.6籃板的成績，並帶領球隊獲得106學年度HBL甲級冠軍。在獲得冠軍後隨即入選「NIKE高中籃球巔峰賽」星銳隊，到北京五棵松體育館與中國、香港的代表隊競賽，在8強戰時演出單臂爆扣獲選「MOP」（最傑出球員）。

## 大學生涯
楊承翰大學就讀輔仁大學體育系，大一首次在大專籃球聯賽（UBA）替補登場獲得9分，菜鳥球季雖僅有一場先發，但出賽22場已成為球隊重要輪替，在輔大無緣晉級4強後，楊承翰也到超級籃球聯賽（SBL）擔任場邊工讀生學習。大二獲得更多先發機會的楊承翰也隨球隊打進四強賽。2020年12月24日，大三的楊承翰由於學長曾祥鈞等人畢業，擔負起更多進攻的任務，更在先發出戰高師大時獲得UBA生涯最高分19分。

## 職業生涯
2021年7月，楊承翰報名2021年T1聯盟新人選秀會，並在8月1日的新人體測會中，以站立摸高（232公分）及垂直起跳摸高（322公分）差距共90公分的成績，成為摸高項目中表現最佳的球員，選秀會當天楊承翰在第二輪獲得臺中太陽指名選中。8月25日，楊承翰正式加盟臺中太陽。2023年7月6日，楊承翰與臺中太陽簽下2年延長合約。10月16日，臺中太陽宣布解散。2023-24賽季楊承翰轉戰超級籃球聯賽裕隆納智捷。

## 外部連結
- 楊承翰在Eurobasket.com（球員）（英语）
- 楊承翰在Flashscore（英语）
- 楊承翰的Instagram帳戶